# Kerhartice (Jakartovice)
Kerhartice (deutsch Gersdorf) ist eine Wüstung in der Gemeinde Jakartovice (deutsch Eckersdorf) im Bezirk Opava in Tschechien.

## Geschichte
Nach dem Münchner Abkommen im September 1938 wurde Gersdorf dem Deutschen Reich zugeschlagen und gehörte bis 1945 zum Landkreis Bärn.
Die deutschen Bewohner wurden 1945 enteignet und größtenteils vertrieben.